# Província de Bizen
Bizen (備前国, Bizen no kuni) foi uma antiga província do Japão na costa do Mar Interior em Honshū, na área sudeste da atual prefeitura de Okayama. Bizen fazia fronteira com as províncias de Mimasaka, Harima e Bitchū.

Mapa das províncias japonesas (1868) com a província de Bizen em destaque

O centro original de Bizen ficava na atual cidade de Okayama. Desde tempos antigos, Bizen era famosa no Japão pelos seus fabricantes de espadas. 

## Recorte histórico
No 3º mês do 6º ano da era Wadō (713), a terra de Bizen-no kuni foi administrativamente separada da Província de Mimasaka (美作国).  No mesmo ano, o Daijō-kan da Imperatriz Genmei fez várias alterações no mapa provincial do Japão do Período Nara. 
Em Wadō 6, Tanba (丹波国) foi separada de Tango (丹後国); e a Província de Hyūga (日向国) foi separada de Osumi (大隈国).   Em Wadō 5 (712), Mutsu (陸奥国) foi separada de Dewa (出羽国).
No Período Muromachi, Bizen foi dominada pelo clã Akamatsu de Mimasaka, mas no Período Sengoku o clã Urakami se tornou dominante, instalando-se na cidade de Okayama, sendo posteriormente suplantados pelo clã Ukita, e Ukita Hideie foi um dos regentes que Toyotomi Hideyoshi designou ao seu filho. Após Kobayakawa Hideaki ter ajudado Tokugawa Ieyasu a vencer a Batalha de Sekigahara sobre Ukita e outros, ele recebeu os domínios de Ukita em Bizen e Mimasaka.
Bizen passou por várias mãos durante o Período Edo antes de ser incorporada ao moderno sistema de prefeituras.

## Leitura complementar
- Titsingh, Isaac, ed. (1834). [Siyun-sai Rin-siyo, 1652], Nipon o daï itsi ran; ou, Annales des empereurs du Japon, tr. par M. Isaac Titsingh avec l'aide de plusieurs interprètes attachés au comptoir hollandais de Nangasaki; ouvrage re., complété et cor. sur l'original japonais-chinois, accompagné de notes et précédé d'un Aperçu d'histoire mythologique du Japon, par M. J. Klaproth.  Paris: Oriental Translation Fund of Great Britain and Ireland.--Two copies of this rare book have now been made available online: (1) from the library of the University of Michigan, digitized January 30, 2007; and (2) from the library of Stanford University, digitized June 23, 2006.  Click here to read the original text in French.